# Dobi-I
Dobi-I (Dobi от Dobkevičius, I - первая модель)  – самолёт авиетка конструкции литовского авиаконструктора Юрия Добкевича (лит. Jurgis Dobkevičius), построен в Авиационных Мастерских в Каунасе (лит. Karo aviacijos dirbtuvės, KAD) в 1922 году. Является первым в истории самолётом сконструированным в Литве. 

## История
Первый полёт был произведён самим конструктором машины в июле 1922 года. При испытаниях была достигнута скорость 175 км/ч., что явилось неплохим результатом для машины такого класса и мощностью мотора в 30 л.с. В дальнейшем было выполнено несколько десятков полётов, а также была предпринята попытка совершить перелёт в Петроград, который пришлось прервать из за неполадок с мотором. 1 декабря 1925 года машина пилотируемая Добкевичем была разрушена при аварии, сам конструктор получил перелом ноги и ряд серьёзных травм.

## Конструкция

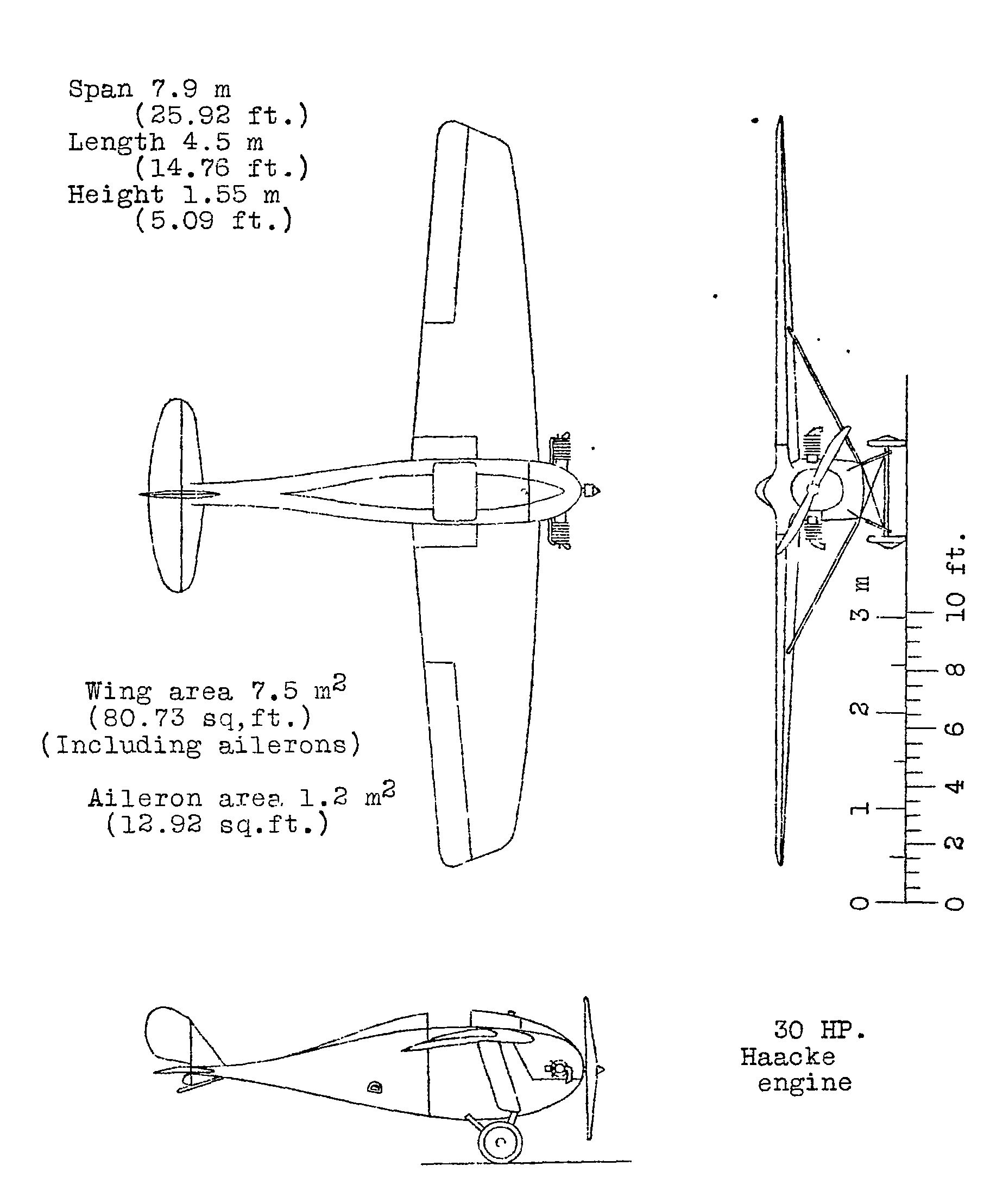
Dobi-I в трёх проекциях

Dobi-I представлял собой одномоторный высокоплан с подкосным крылом. Деревянный фюзеляж овального сечения был покрыт фанерой, а крыло и хвостовое оперение имели полотняную обшивку. Шасси пирамидального типа, с хвостовым костылём.  Двигатель с воздушных охлаждением Haacke мощностью 30 л.с.

### Технические характеристики
- Экипаж: 1
- Длина: 4,50 м
- Размах крыла: 7,90 м
- Высота: 1,55 м
- Площадь крыла: 7,50 м²
- Коэффициент удлинения крыла:
- Профиль крыла:
- Масса пустого: 160 кг
- Масса снаряженного: кг
- Нормальная взлетная масса: 300 кг
- Максимальная взлетная масса: 500 кг
- Масса полезной нагрузки: кг
- Масса топлива и масла: кг
- Двигатели: 1× Haacke
- Мощность: 1× 30 л.с.[1]

### Лётные характеристики
- Максимальная скорость: 175 км/ч
  - у земли:
  - на высоте м:
- Крейсерская скорость: 130 км/ч
- Практическая дальность:
- Практический потолок: 3 800 м
- Скороподъёмность: 167 м/мин
- Нагрузка на крыло: кг/м²
- Тяговооружённость: Вт/кг
- Максимальная эксплуатационная перегрузка:[1]